# Americium(III)-oxid
Americium(III)-oxid ist ein Oxid des Elements Americium. Es besitzt die Summenformel Am2O3. Da alle Isotope des Americiums nur künstlich hergestellt sind, besitzt Americium(III)-oxid keine natürlichen Vorkommen.

## Darstellung
Americium(III)-oxid kann durch thermische Zersetzung von Americium(IV)-oxid im Vakuum erhalten werden:
{\displaystyle {\ce {4 AmO2 ->[\Delta T] 2 Am2O3 + O2}}}
Ein weiterer Weg ist durch die Reduktion von Americium(IV)-oxid mit molekularem Wasserstoff gegeben:
{\displaystyle {\ce {2 AmO2 + H2 -> Am2O3 + H2O}}}

## Eigenschaften
Americium(III)-oxid ist ein rotbrauner Feststoff und hat einen Schmelzpunkt von 2205 °C. Es sind drei Modifikationen bekannt. Die α-Form kristallisiert im hexagonalen Kristallsystem in der Raumgruppe P3m1 (Raumgruppen-Nr. 156) und den Gitterparametern a = 380,5 pm und c = 596 pm. Die β-Form des Americium(III)-oxids weist ein monoklines Kristallsystem mit den Gitterparametern a = 1438 pm, b = 352 pm, c = 892 pm auf. Das in γ-Mangan(III)-oxid-Form kristallisierende γ-Americium(III)-oxid besitzt den Gitterparameter a = 1103 pm und die Raumgruppe Ia3 (Nr. 206).